# Pliciloricus hadalis
Espèce
Pliciloricus hadalis est une espèce de loricifères de la famille des Pliciloricidae.

## Distribution
Cette espèce a été découverte dans la fosse d'Izu-Ogasawara dans l'océan Pacifique Ouest. 

## Publication originale
- Kristensen & Shirayama, 1988 : Pliciloricus hadalis (Pliciloricidae), a new loriciferan species collected from the Izu-Ogasawara Trench, western Pacific. Zoological Science (Tokyo), vol. 5, n. 4, p. 875-881.